# Pałac Biełosielskich-Biełozierskich
Pałac Biełosielskich-Biełozierskich (ros. Дворец Белосельских-Белозерских, także Pałac Siergijewski, ros. Се́ргиевский дворец) – rezydencja w Petersburgu, przy Newskim Prospekcie, nad Fontanką, wzniesiona w połowie XIX w.

## Historia
Pałac został wzniesiony w 1848 r. według projektu Andrieja Sztakensznejdera dla książęcej rodziny Biełosielskich-Biełozierskich. Księżna Biełosielska-Biełozierska nabyła działkę budowlaną nad Fontanką, przy Newskim Prospekcie od senatora Iwana Naryszkina. W latach 1799–1800 wzniesiono w tym miejscu rezydencję rodową. W 1840 r. Biełosielscy-Biełozierscy zamówili projekt nowego, znacznie okazalszego pałacu. W ramach przebudowy starszego domu gruntownie przekształcono elewacje wychodzące na Fontankę i na Newski Prospekt. Całość utrzymano w stylu historyzującym – barokowym, wnętrza zaś w stylu rokoko. Był to ostatni prywatny pałac wzniesiony w XIX w. przy Newskim Prospekcie.  

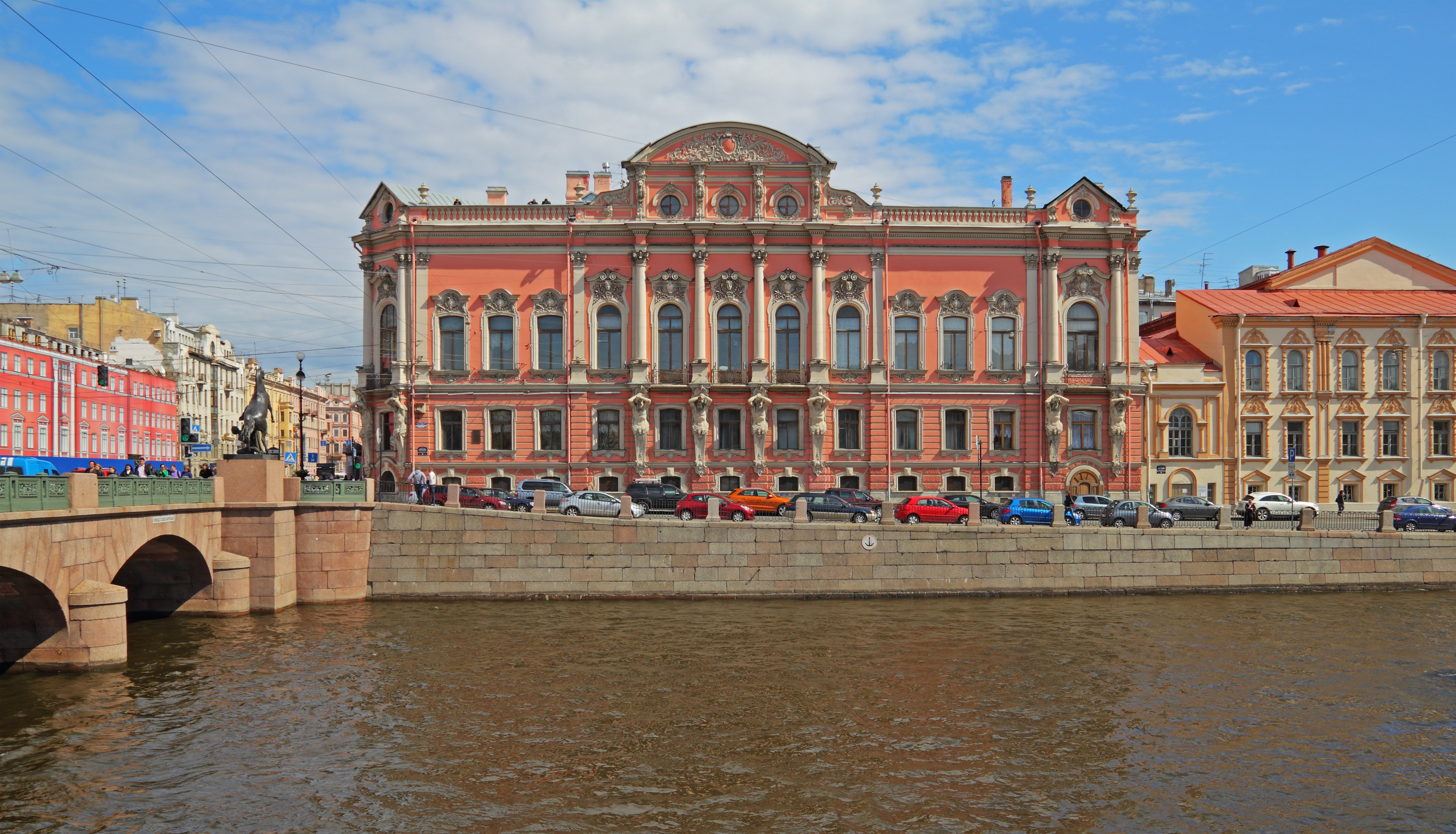
Pałac od strony Fontanki

Pod koniec XIX w. rezydencję nabył wielki książę Sergiusz Aleksandrowicz Romanow, by zamieszkać w niej ze świeżo poślubioną małżonką Elżbietą. Dlatego pałac zaczął być nazywany również Siergijewskim. Nowi właściciele dokonali znacznych przekształceń we wnętrzu obiektu, m.in. dawną salę teatralną przebudowano na bibliotekę. Małżeństwo opuściło pałac w 1891 r., gdy Sergiusz został generał-gubernatorem moskiewskim.
W 1911 r. Elżbieta Fiodorowna, która po śmierci męża wycofała się z życia dworskiego i założyła prawosławny klasztor, przekazała pałac swojemu przybranemu synowi Dymitrowi Pawłowiczowi. 
W czasie I wojny światowej Dymitr Pawłowicz przekazał pałac na potrzeby angielsko-rosyjskiego szpitala wojskowego. Sale dla chorych umieszczono m.in. w dawnej galerii obrazów oraz sali koncertowej. W 1917 r. właściciel pałacu musiał wyjechać z Rosji z powodu udziału w zabójstwie Rasputina. Rezydencja przeszła w ręce bankiera i przemysłowca Iwana Stachiejewa.
Po rewolucji październikowej budynek został znacjonalizowany. Mieściły się w nim różne instytucje, m.in. komitet Komunistycznej Partii Związku Radzieckiego w rejonie kujbyszewskim. Podczas blokady Leningradu obiekt wielokrotnie ucierpiał wskutek bombardowań i ostrzałów artyleryjskich. Po wojnie został odremontowany, zaś w 1978 r. udostępniony zwiedzającym. W 1991 r. umieszczono w nim Petersburskie Centrum Kultury. Od 2003 r. administruje nim kancelaria prezydenta Federacji Rosyjskiej.
W budynku zachowała się część oryginalnych wnętrz powstałych w XIX w. : biblioteka (sala dębowa), galeria obrazów, paradna jadalnia, sala balowa (zwierciadlana) i sale gościnne. Przetrwały również XIX-wieczne kominki, obrazy, meble, zwierciadła i żyrandole.